# 암하라주

암하라주

암하라주의 기

암하라주(암하라어: አማራ)는 에티오피아의 주로, 주도는 바히르다르이며 면적은 156,960km2, 인구는 17,221,976명(2007년 기준), 인구밀도는 116.0명/km2이다.
에티오피아 제2의 지역으로 에티오피아 전체 영토의 14%를 차지하며 주된 산업은 농업으로 대부분의 농업지역에서 은저라의 원료가 되는 '떼프'나 기름을 짤 수 있는 '룩'을 주로 재배한다. 그리고 대부분의 농촌지역에서는 농사와 함께 소, 양등을 키우는 목축을 병행하고 있다.
암하라주는 11개의 존(zone)과 113개의 워레다(city)를 가지고 있으며 바하다르는 11개 존 중 특별 존으로 암하라 도청 소재지다.
암하라는 고원지대로 2300미터 이상의 고지는 전체 영토의 20%, 1500미터에서 2300미터는 44%, 1500미터 이하는 28%정도를 차지하며, 과거 공산정권 쿠데타 이전에 정권을 잡고 있던 민족으로 유명하며, 일반적인 사람들의 기질은 강한 자존심과 유순한 성격을 보이고 있다.

## 같이 보기
- 암하라인